# Teorema da função inversa
O teorema da função inversa é um importante resultado da análise real que estabelece a existência, ainda que localmente, de um função inversa para uma aplicação continuamente diferenciável. E embora este teorema possua equivalência com o Teorema da função implícita, cujas ideias apereceram inicialmente nos escritos de Isaac Newton,  Joseph Louis Lagrange (1736-1813) foi o matemático que apresentou um resultado que essencialmente é uma versão do Teorema da Função Inversa. Além da garantia da inversibilidade de aplicações, podemos utilizar este resultado para demostrar o Teorema fundamental da álgebra e resultados envolvendo superfícies regulares, no ramo da Geometria diferencial.  Por outro lado, ainda existem versões generalizadas para este resultado, envolvendo funções holomorfas e aplicações definidas em Espaço de Banach, por exemplo.

## Versão na reta
Seja {\displaystyle f:O\to \mathbb {R} \,} uma função de classe {\displaystyle C^{1}\,} num domínio {\displaystyle O\,} aberto. Se {\displaystyle x_{0}\in O\,} e {\displaystyle f'(x_{0})\neq 0\,} então existe um intervalo {\displaystyle (x_{0}-h,x_{0}+h)\subseteq O\,} onde a {\displaystyle f\,} é injetora e, portanto, sobrejetiva em sua imagem. Ademais, se {\displaystyle f^{-1}\,} é a inversa de {\displaystyle f\,} em sua imagem, temos:
{\displaystyle \left.{\frac {df^{-1}(y)}{dy}}\right|_{y=f(x)}=\left({\frac {df(x)}{dx}}\right)^{-1}}

## Versões emRn{\displaystyle \mathbb {R} ^{n}}
- Seja {\displaystyle f:U\longrightarrow \mathbb {R} ^{n}} uma função de classe {\displaystyle {\mathcal {C}}^{k}\,(k\geqslant 1)} em um aberto {\displaystyle U\subset \mathbb {R} ^{n}}. Se {\displaystyle \alpha \in U}é tal que  {\displaystyle f'(\alpha ):\mathbb {R} ^{n}\to \mathbb {R} ^{n}} é invertível então existe uma bola aberta  {\displaystyle B={\mathcal {B}}(\alpha ;\delta )\subset U} tal que restrição {\displaystyle f|_{B}} é  um difeomorfismo sobre um aberto  {\displaystyle V\ni f(\alpha )}.[1]

- Sejam {\displaystyle U\subset \mathbb {R} ^{n}}um aberto e {\displaystyle f:U\subset \mathbb {R} ^{n}\longrightarrow \mathbb {R} ^{n}}de classe {\displaystyle {\mathcal {C}}^{k}(1\leqslant k\leqslant \infty )} tal que, em um ponto {\displaystyle x_{0}\in U,f'(x_{0})\in {\mathcal {L}}(\mathbb {R} ^{n})} é um isomorfismo. Então {\displaystyle f} é um difeomorfismo de classe {\displaystyle {\mathcal {C}}^{k}} de uma vizinhança {\displaystyle V}de {\displaystyle x_{0}}sobre uma vizinhança {\displaystyle W}de {\displaystyle f(x_{0})}.[2]

## Métodos de demonstração
Dentre os diversos métodos de demonstração do Teorema da função inversa, podemos destacar os métodos utlizados para as versões acima.
Na primeira versão, utilizamos fundamentalmente um resultado que garante que o inverso de um homeomorfismo de classe {\displaystyle C^{1}}entre abertos é diferenciável de modo que para demonstrar que {\displaystyle f|_{B}} é difeomorfismo, faz-se necessário mostrar apenas que {\displaystyle f(B)\ \subset \mathbb {R} ^{n}}é aberto, em que B é definido a partir da hipóstese que {\displaystyle f'(\alpha ):\mathbb {R} ^{n}\to \mathbb {R} ^{n}}é invertível e, em particular, é injetiva.
Para segunda versão, podemos considerar a demonstração mais comumente utilizada na literatura, que utiliza-se conceitos advindos da teoria de Espaços Métricos e fundamentam-se no Teorema do ponto fixo de Banach. Nesse sentido, é utilizado o resultado conhecido como perturbação da identidade para garantir que {\displaystyle f|_{V}}é um homeomorfismo de V em um aberto  {\displaystyle W\ni f(x_{0})}. Além disso, podemos adequar V de modo que {\displaystyle f'(x)}seja invertível, restando mostrar que {\displaystyle f^{-1}(x)}é diferenciável e é de classe {\displaystyle C^{k}}, em que a primeira parte é mostrada por definição e a segunda por indução sobre k.

## Exemplo
Consideremos {\displaystyle f:\mathbb {R} ^{2}\to \mathbb {R} ^{2},} definida por {\displaystyle f(x,y)=(e^{x}\cos y,e^{x}\sin y).} O determinante jacobiano é:
{\displaystyle {\begin{vmatrix}e^{x}\cos y&-e^{x}\sin y\\e^{x}\sin y&e^{x}\cos y\end{vmatrix}}=e^{2x}(\cos ^{2}y+\sin ^{2}y)=e^{2x}}
que é não-nulo para todo {\displaystyle (x,y)\in \mathbb {R} ^{2}.} Concluimos que {\displaystyle f} é um difeomorfismo local de classe {\displaystyle C^{\infty }.}

## Aplicações

### Toda matriz próxima da identidadeIn{\displaystyle I_{n}}tem raiz quadrada.
Dadas as matrizes{\displaystyle x,m\in M(n\times n)}, diz-se que {\displaystyle x}é raiz quadrada de {\displaystyle m}quando {\displaystyle x^{2}=m}.  Considerando a aplicação {\displaystyle f:M(n\times n)\to M(n\times n),f(x)=x^{2}}de classe {\displaystyle C^{\infty }}, sua derivada num ponto {\displaystyle x\in M(n\times n)}é a transformação linear {\displaystyle f'(x):\mathbb {R} ^{n^{2}}\to \mathbb {R} ^{n^{2}}}, dada por {\displaystyle f'(x)\cdot m=m\cdot x+x\cdot m}. Em particular, para {\displaystyle x=I_{n},} tem-se {\displaystyle f'(I_{n})\cdot m=2m}, logo {\displaystyle f'(I_{n}):\mathbb {R} ^{n^{2}}\to \mathbb {R} ^{n^{2}}}é isomorfismo. Então, do teorema da função inversa, existe um aberto {\displaystyle U\subset M(n\times n)}, contendo a matriz identidade, restrita ao qual {\displaystyle f} é um difeomorfismo sobre o aberto {\displaystyle V=f(U)}. Assim, para toda matriz {\displaystyle y\in V}existe uma única matriz {\displaystyle x=\surd y\in U}tal que {\displaystyle x^{2}=y}. Além disso, a aplicação {\displaystyle f^{-1}:V\to U,y\mapsto \surd y}é de classe {\displaystyle C^{\infty }}.

### Teorema fundamendal da Álgebra.
Seja {\displaystyle p:\mathbb {R} ^{2}\rightarrow \mathbb {R} ^{2}}um polinômio complexo não constante, {\displaystyle p(z)=a_{0}+a_{1}z+...+a_{n}z^{n},\,a_{n}\neq 0,\,n\geq 1}. Afirmamos que p é sobrejetivo. Em particular, existe {\displaystyle z_{0}\in \mathbb {R} ^{2}}tal que {\displaystyle p(z_{0})=0}.
A demonstração desse teorema utiliza-se inicialmente do conceito de derivada como uma transformação linear para denotar para cada {\displaystyle z\in \mathbb {R} ^{2}}a derivada de 𝑝 no ponto 𝑧 por {\displaystyle p'(z)} e definir o conjunto {\displaystyle F=\{z\in \mathbb {R} ^{2}\,|\,p'(z)=0\}}. Uma vez que um polinômio não-nulo possui número finito de raízes, garantimos que o conjunto {\displaystyle F}, assim como {\displaystyle p(F)} , é finito e consequentemente {\displaystyle \mathbb {R} ^{2}-p(F)}é conexo. A fim de satisfazer as hipóteses do Teorema da Função Inversa, definimos por restrição de {\displaystyle p} uma nova aplicação {\displaystyle P:\mathbb {R} ^{2}-p^{-1}(p(F))\rightarrow \mathbb {R} ^{2}-p(F)}, garantindo que para cada {\displaystyle z\in P,\,z\notin F,P'(z)=p'(z)} é um complexo não-nulo e portanto, {\displaystyle P'(z)}é um isomorfismo. Deste modo, pelo Teorema da Função Inversa, 𝑃 é uma aplicação aberta, e em particular, a imagem de 𝑃 é um subconjunto aberto de {\displaystyle \mathbb {R} ^{2}-p(F)}. Mas por outro lado, pode se mostrar que o conjunto de valores de P é um subconjunto fechado de {\displaystyle \mathbb {R} ^{2}-p(F)}, concluindo que a imagem de 𝑝 é aberta e fechada em {\displaystyle \mathbb {R} ^{2}-p(F)}, que é conexo. Portanto, P é sobrejetivo em {\displaystyle \mathbb {R} ^{2}-p(F)}, e como {\displaystyle p(F)} está contido na imagem de {\displaystyle p}, tem-se que {\displaystyle p} é sobrejetivo em {\displaystyle \mathbb {R} ^{2}}, o que conclui a demonstração.

### A inversa de aplicações linearesi:GL(Rn)→GL(Rn){\displaystyle i:GL(\mathbb {R} ^{n})\to GL(\mathbb {R} ^{n})}é de classeCk{\displaystyle C^{k}}.
Por simplicidade, ponhamos {\displaystyle U=GL(\mathbb {R} ^{n})}. Definamos {\displaystyle \Phi :U\times U\to U\times U}por {\displaystyle \Phi (X,Y)=(X,XY)}. Então  {\displaystyle \Phi \in C^{\infty }}com {\displaystyle \Phi '(X,Y)\cdot (H,K)=(H,XK+HY)}. Logo {\displaystyle \Phi '(X,Y):{\mathcal {L}}(\mathbb {R} ^{n})\times {\mathcal {L}}(\mathbb {R} ^{n})\to {\mathcal {L}}(\mathbb {R} ^{n})\times {\mathcal {L}}(\mathbb {R} ^{n})}é um isomorfismo, cujo inverso é dado por {\displaystyle (A,B)\mapsto (A,X^{-1}B-X^{-1}AY)}. Segue do teorema da função inversa que {\displaystyle \Phi }é um difeomorfismo local e como {\displaystyle \Phi }é injetora, segue que é difeomorfismo. Em particular, sua inversa  {\displaystyle \Phi ^{-1}:U\times U\to U\times U}, dada por {\displaystyle \Phi ^{-1}(S,T)=(S,S^{-1}T)}, é diferenciável.  Seja {\displaystyle \eta :U\to U\times U}definida por {\displaystyle \eta (S)=(S,I)}A composta {\displaystyle \xi \circ \eta :U\to U}é diferenciável. Mas {\displaystyle \xi \circ \eta (S)=S^{-1}=i(S)}e, portanto, {\displaystyle i:U\to U}é um difeomorfismo. De {\displaystyle X\cdot i(X)=I}, segue-se por fiferenciação que, para todo {\displaystyle H\in {\mathcal {L}}(\mathbb {R} ^{n}),H\cdot I(X)+X\cdot i'(X)\cdot H=0} e portanto, {\displaystyle i'(X)\cdot H=-X^{-1}HX^{-1}.} Segue-se que {\displaystyle i(X)=X^{-1}}é de classe {\displaystyle C^{\infty }.}

## Generalizações

### Espaços de Banach
Seja {\displaystyle U}uma vizinhança aberta da origem de {\displaystyle X}e {\displaystyle F:U\to Y}uma função continuamente diferenciável. Suponha que a derivada de Fréchet {\displaystyle dF_{0}:X\to Y}de {\displaystyle F} no ponto 0 é um  isomorfismo linear limitado de X em Y, então existe uma vizinhança aberta {\displaystyle V}de {\displaystyle F(0)}em {\displaystyle Y}e uma função continuamente diferenciável {\displaystyle G:V\to X}tal que {\displaystyle F(G(y))=y,\forall y\in V}. Mais ainda, {\displaystyle G(y)}é a única solução suficientemente pequena x para {\displaystyle F(x)=y}.

### Funções holomorfas
Seja {\displaystyle F} uma função holomorfa definida num aberto {\displaystyle U\subset \mathbb {C} ^{n}} em {\displaystyle \mathbb {C} ^{n}}. Se a matriz jacobiana das derivadas complexas é inversível em um ponto {\displaystyle p}, então {\displaystyle F}é uma função inversível na vizinhança de  {\displaystyle p}.